# الرئيس (فلم 2014)
الرئيس ( بالفارسية : پرزیدنت) هو فيلم للمخرج الإيراني محسن مخملباف يتبع مواضيع فيلمه السابق البستاني، حصل الرئيس على أول عرض عالمي له في مهرجان البندقية السينمائي في عام 2014 ، وافتتح المهرجان مع بيردمان .

## المهرجانات
- مهرجان البندقية السينمائي الدولي، إيطاليا 2014 (فيلم افتتاحي)
- مهرجان بوسان السينمائي الدولي، كوريا الجنوبية، 2014
- مهرجان بيروت السينمائي الدولي، لبنان، 2014
- مهرجان شيكاغو السينمائي الدولي، الولايات المتحدة الأمريكية، 2014
- مهرجان لندن السينمائي، المملكة المتحدة، 2014
- مهرجان وارسو السينمائي الدولي، بولندا، 2014
- مهرجان طوكيو فيلم فيلم الدولي، اليابان، 2014
- مهرجان الفيلم الدولي في الهند (جوا) ، الهند، 2014 (فيلم افتتاحي)
- مهرجان تبليسي السينمائي الدولي، جورجيا، 2014 (فيلم افتتاحي)
- مهرجان قرطاج السينمائي الدولي، تونس، 2014
- مهرجان تيرتيو ميلينيو السينمائي، إيطاليا، 2014 (فيلم افتتاحي)
- مهرجان الفيلم الوطني الهندي (كيرالا) 2014

## الجوائز
- Golden Hugo لأفضل فيلم من مهرجان شيكاغو السينمائي الدولي، الولايات المتحدة، 2014
- جائزة الجمهور لأفضل فيلم من مهرجان TOKYO FILMeX السينمائي الدولي الخامس عشر، اليابان، 2014
- جائزة Société Générale لأفضل فيلم روائي من تصويت الجمهور من مهرجان بيروت السينمائي الدولي الرابع عشر، لبنان، 2014

## الكادر والطاقم
المنتجون: ميسم ماخمالباف، مايك داوني، سام تايلور، فلاديمير كاتشارافا

## روابط خارجية
- الرئيس على موقع IMDb (الإنجليزية)
- الرئيس على موقع ميتاكريتيك (الإنجليزية)
- الرئيس على موقع روتن توميتوز (الإنجليزية)
- الرئيس على موقع قاعدة بيانات الأفلام العربية
- الرئيس على موقع ألو سيني (الفرنسية)
- الرئيس على موقع أول موفي (الإنجليزية)
- الرئيس على موقع فيلمافينيتي (الإسبانية)
- الرئيس على موقع قاعدة بيانات الفيلم (الإنجليزية)
- الرئيس على موقع ليتربوكسد (الإنجليزية)
- الرئيس على موقع كينوبويسك (الروسية)